# 檜與平

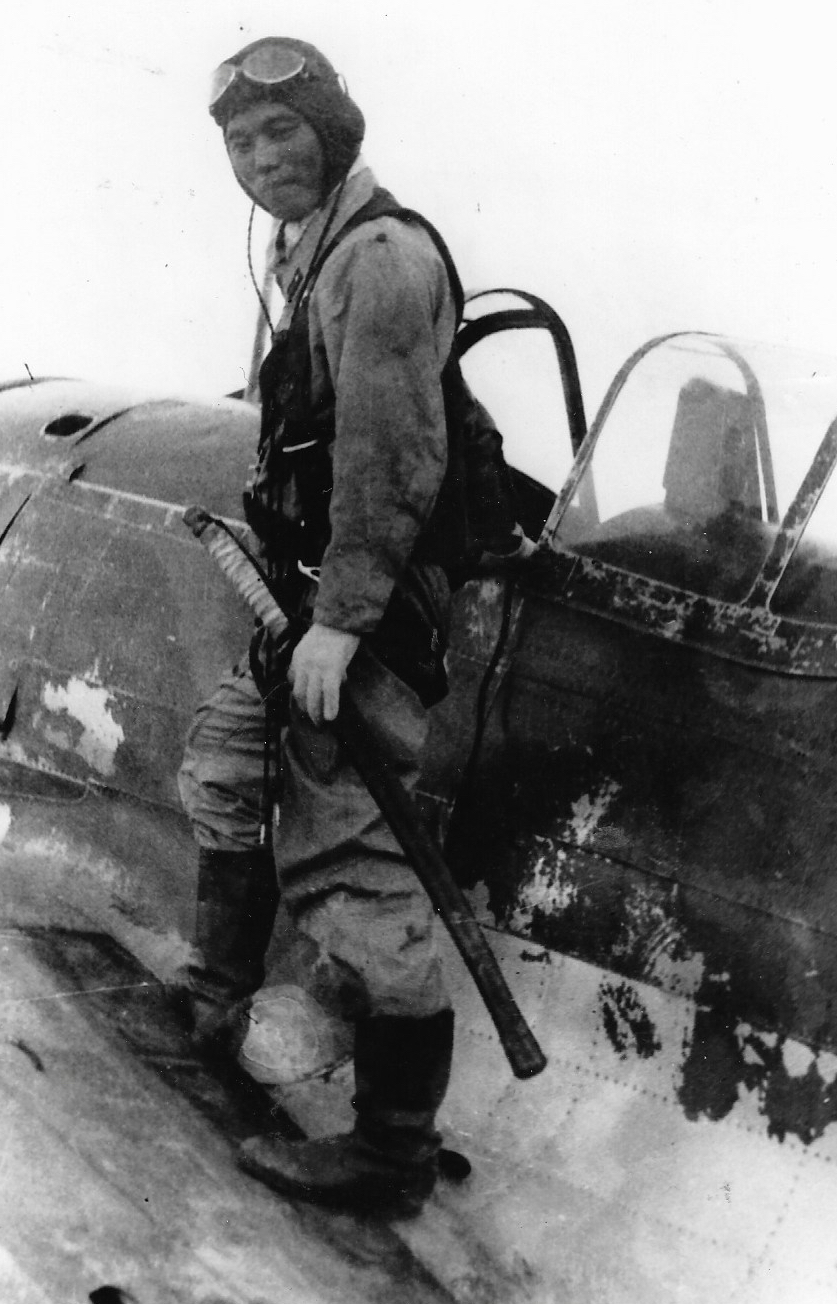
檜與平

檜 與平（ひのき よへい、1920年 - 1991年、桧 与平）は、日本の陸軍軍人。戦闘機操縦者。最終階級は陸軍少佐。徳島県出身。

## 概要
戦隊長・加藤建夫中佐の下、加藤隼戦闘隊として有名な日本陸軍飛行第64戦隊の隊員を務めた経歴を持ち、敵戦闘機との空戦によって右脚を切断されるが、義足を付けて戦列に復帰した“義足のエース”“鉄脚のエース”“隻脚のエース”として知られる。

## マスタング初撃墜
1943年（昭和18年）11月25日に一式戦闘機「隼」二型に搭乗している時、日本軍として初めてアメリカ軍のP-51マスタング（陸軍航空軍第311戦闘爆撃機群所属、ハリー・ミルトン(Hally Milton)大佐機、B型またはC型）を撃墜したとされるパイロットである。
この25日の戦闘では、マスタングは長距離飛行のため落下式増槽を投棄せずに、ラングーン上空で高位から訓練教導中の隅野中尉機に攻撃をかけた。それより先にマスタングを発見し、マスタングの上空に出て攻撃ポジションについていた檜中尉ら4機が射撃距離に入ると、隅野機を攻撃中のマスタングに対して奇襲攻撃を加えた。こうして、最初に檜機はマスタングを1機撃墜した。その後更に2機を檜中隊機が撃破した。また逃げたマスタングの内の1機を200km（約25分）ほど追撃した檜中隊の別のロッテの木下准尉機が海上で撃墜。さらに、最初に攻撃を受けた隅野中尉機も一機を海上で撃墜した。こうして檜中隊全体でこの日3機のマスタングを撃墜し、被害はなかった。基地に帰還後に撃墜した敵機が新型のP-51マスタングであることを確認した中尉は、撃墜の喜びよりも「これから大変な事になるぞ」と感じたと言う。その日さらに檜中隊は3機のP-40を撃墜した。
翌26日、司令部より「性能の違いを克服してよくやってくれた」と賞賛を受けたが、その時「部下達は連日の戦闘で疲れきっており、気力だけで戦っている。これを混戦の中で次々に失ってゆく」と檜中尉は複雑に感じたと言う。

## 右足首先の切断
1943年（昭和18年）11月27日のアメリカ軍戦爆連合での襲来時、P-38戦闘機1機とP-51を1機、海上250kmほど追撃して編隊から遅れた2機のB-24爆撃機の内の1機を撃墜した。更に残る1機の爆撃機を正面攻撃で撃破し反転して撃墜を試みようとした瞬間、護衛機のP-51の奇襲攻撃を下方より受け被弾。右足に機関砲弾が命中して膝下10cmから先を飛ばされた。しかし檜機自体は動力系も燃料系も大きな損傷はなく飛行は可能であった。檜中尉はマフラーで直ちに止血をしたものの、失血のため朦朧とした意識と睡魔に襲われた。30分程の飛行の途中で自爆や不時着を考える度に、戦死した加藤建夫隊長の「こんな所でいかんぞ。基地までがんばれ」との声に励まし続けられた。海上を抜けてからは、いつのまにか加藤部隊長機の僚機となって「ぴたりと編隊を組んで」飛んでいたという。そして、ふと単機であることに気付くと、そこはバイセン上空であった。と檜中尉は回想している。
バイセンから苦しい飛行をさらに続けてやがてラングーンの自分の基地に帰還した。被弾負傷時、檜は止血のために航空服に着用していたマフラー（襟巻）を傷口へ巻いたが、このマフラーは普段愛用していたコバルトブルー色のものではなく、出撃時ふと思い返して同年2月25日に戦死した第64戦隊6代目戦隊長・明楽武世少佐の未亡人から贈られた純白色のマフラーを取り出して着用したものであった 。

## 義足での復帰
負傷により後送され右足下腿部の断端形成手術を受け、療養のために日本内地に帰国。陸軍病院にてジュラルミン製の「恩賜の義足」を履く。空中勤務者には不可欠の足を失っているため一時は復帰の道を絶たれるが、檜自身の強い意思と文字通り血の滲む懸命なリハビリによって空へと戻ることを認められる。1944年（昭和19年）には前任の第64戦隊附から教官として明野教導飛行師団（旧明野陸軍飛行学校）附に異動。大戦最末期の日本本土防空戦において、明野教導飛行師団附の空中勤務者・地上勤務者から抽出改編された精鋭飛行第111戦隊第2大隊長として、新鋭の五式戦闘機を操縦。1945年（昭和20年）7月16日の迎撃戦では、十倍近くの敵に対して、伊勢湾上空でP-51D（総合性能がB/Cよりも向上した型・陸軍航空軍第506戦闘機群所属のジョン・ベンボウ(John Wesley Long Benbow)大尉機【戦死】）を辛うじて撃墜したが、新鋭の戦闘機を用いながら部隊の連携が悪く、かつての精鋭明野戦闘部隊の面影も無いとの慷慨をもらしている。
航空自衛隊入間基地内の修武台記念館には檜の使用した義足が展示されている。
公的な最終撃墜数は12機。

## 経歴
- 1919年（大正8年）12月25日徳島県三加茂町に生まれる。宮本武蔵と真田幸村に憧れ小学校より剣道を始める。
- 1932年（昭和7年）徳島県立旧制池田中学校年終了。
- 1936年（昭和11年）陸軍士官学校予科入校。
- 1938年（昭和13年）航空兵を志願、1次試験で病気不合格ながら2次試験で合格。
- 1940年（昭和15年）陸軍航空士官学校（53期）卒業、少尉任官。飛行第64戦隊附。
- 1941年（昭和16年）東江作戦参加。8月陸軍中尉。12月、マレー航空撃滅戦に参加。
- 1942年（昭和17年）シンガポール航空撃滅戦参加。2月、パレンバン航空撃滅戦・パレンバン空挺作戦参加。ジャワ航空撃滅戦参加。3月、ビルマ航空撃滅戦参加。）中隊長（飛行隊長）教育を受けるため明野陸軍飛行学校へ入校。
- 1943年（昭和18年）4月に教育修了し原隊復帰、中隊長拝命。11月インド洋上の空戦でP51BまたはP-51Cに銃撃され被弾、右脚を股下10センチのところから切断。
- 1944年（昭和19年）10月明野教導飛行師団附教官として戦場に復帰。
- 1945年（昭和20年）1月結婚。6月少佐昇任。第1教導飛行隊第2大隊長/飛行第111戦隊第2大隊長として終戦を迎える。

## 著作
- 『加藤隼戦闘部隊』 - 64戦隊を離れ内地の明野飛行学校に異動した際に、前任の加藤部隊及び、加藤建夫陸軍少将について著した戦時中の著作。1944年の映画加藤隼戦闘隊の原作。同僚の遠藤健陸軍中尉との共同著作。
- 『紅の翼 － ああ、ただ一機檜戦闘機隊 －』 東京ライフ社、1957年
- 『つばさの血戦 － かえらざる隼戦闘隊』 - 光人社NF文庫、1995年。